# ماريوس براتو
ماريوس براتو (بالرومانية: Marius Bratu)‏ هو لاعب كرة قدم روماني في مركز حراسة المرمى، ولد في 27 فبراير 1973 في فوكشاني في رومانيا. لعب مع أورالان إليستا ورابيد بوخارست ونادي أسترا جورجو ونادي بترولول بلويشتي ونادي فاسلوي.